# Pip Pyle
Pip Pyle, vlastním jménem Phillip Pyle (4. dubna 1950 Sawbridgeworth, Anglie – 28. srpna 2006 Paříž, Francie), byl britský bubeník.
V roce 1966 spoluzaložil skupinu Bruno's Blues Band, ve které s ním hrál i Phil Miller. Později se skupina přejmenovala na Delivery. V roce 1971 hrál se skupinou Chicken Shack a následně v krátceexistující skupině Khan. V letech 1971–1972 a znovu 1991–1999 působil ve skupině Gong. Se skupinou nahrál alba Camembert Electrique (1971), Continental Circus (1972) a Shapeshifter (1992). Rovněž hrál v jedné skladbě na sólovém albu Daevida Allena s názvem Banana Moon. V roce 1972 ho ve skupině nahradil Laurie Allan. V letech 1972–1975 hrál s Hatfield and the North a později i v National Health. Později působil v různých dalších skupinách (Soft Heap, In Cahoots, Short Wave, Absolute Zero). V letech 2005–2006 se účastnil reunionu skupiny Hatfield and the North.